# Königsstein (Freising)

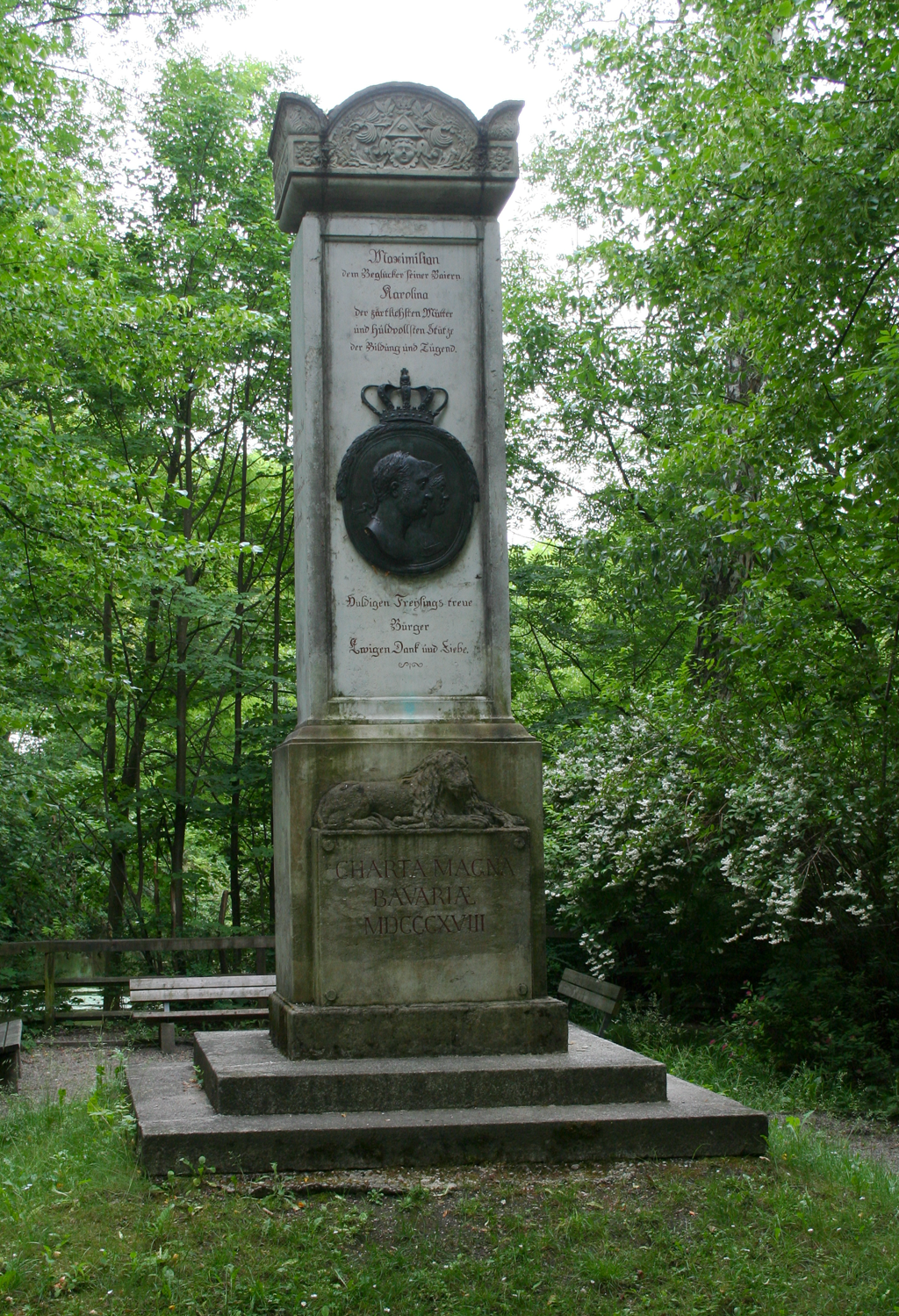
Der Königsstein, ein Steinpfeiler in Freising.

Der Königsstein ist ein etwa vier Meter hoher Steinpfeiler am Ufer der Moosach in Freising. Das Denkmal wurde von dem Bildhauer Josef Kirchmayr geschaffen und anlässlich der Jubelfeiern der 25-jährigen Regentschaft des bayerischen Königs Maximilian Joseph am 16. Februar 1824 aufgestellt. Bis 1853 stand er in der Nähe des Heiliggeistspitals.
Ein Bronzerelief an der Vorderseite des Denkmals zeigt Maximilian und seine Frau Karoline. In einer Inschrift danken die Bürger Freisings dem Königspaar für ihr Wirken:
Maximilian, dem Beglücker seiner Baiern. Karolina, der zärtlichsten Mutter und huldvollsten Stütze der Bildung und Tugend huldigen Freisings treue Bürger ewigen Dank und Liebe.
Vor dem Sockel des Pfeilers ruht liegend auf einem weiteren vorgesetzten Sockel der bayerische Löwe. In diesen Sockel eingemeißelt CHARTA MAGNA BAVARIÆ MDCCCXVIII. Die Inschrift erinnert an die 1818 von Friedrich von Zentner ausgearbeitete Verfassung.

## Quelle
- Sebastian Gleixner: Der Königsstein. Ein Verfassungsdenkmal. In: Amperland. Heimatkundliche Vierteljahrschrift für die Kreise Dachau, Freising und Fürstenfeldbruck 32 (1996), S. 433–438.
- Denkmalliste für Freising (PDF) beim Bayerischen Landesamt für Denkmalpflege